# Белобоки
Белобоки (бел. Белабокі) — деревня в Браславском районе Витебской области Беларуси. Входит в состав Тетерковского сельсовета.

## География
Деревня находится в западной части Витебской области, к югу от озера Укля, при автодороге Н-2145, на расстоянии приблизительно 15 километров (по прямой) к юго-востоку от города Браслав, административного центра района. Абсолютная высота — 160 метров над уровнем моря. Площадь населённого пункта — 0,236 км².

## История
По состоянию на 1905 год, в деревне проживал 221 человек (104 мужчины и 117 женщин). В административном отношении входила в состав Иодской волости Дисненского уезда Виленской губернии.
В 1921 году входила в состав гмины Йоды Дисенского повета Виленского воеводства Второй Польской республики. Числился 179 жителей (81 мужчина и 98 женщин), проживавших в 33 домах. В этническом составе населения того периода белорусы составляли 95 %, поляки — 5 %. В конфессиональном составе населения преобладали католики (53 %), также были представлены старообрядцы (42 %) и православные христиане (5 %).

## Население
По данным переписи 2019 года, в деревне проживало 14 человек.
| Год  | Население, человек |
| ---- | ------------------ |
| 1905 | 221                |
| 1921 | ↘ 179              |
| 2009 | ↘ 25               |
| 2019 | ↘ 14               |